# El Mirador
El Mirador è un grande sito precolombiano appartenente alla civiltà Maya, situato nella parte settentrionale del dipartimento di El Petén, in Guatemala. Esso si trova molto lontano dalle abituali rotte turistiche e questo ne ha impedito lo sviluppo di questa industria, benché esso sia uno dei più grandi siti archeologici di epoca maya.
Il sito venne scoperto nel 1926 e fotografato dall'alto nel 1930, ma a causa della difficoltà con cui poteva essere raggiunto non gli venne quasi prestata attenzione fino al 1962, quando Ian Graham vi passò 10 giorni e ne fece la prima mappa. Nel 1978 giunse a El Mirador una spedizione archeologica, sotto la direzione di Bruce Dahlin e Ray Matheny. Essi rimasero stupefatti nel constatare che gran parte delle costruzioni non era contemporanea delle classiche città maya della regione (come Tikal e Uaxactún), bensì risaliva all'epoca cosiddetta pre-classica.
El Mirador si sviluppò a partire dal X secolo a.C., raggiungendo il massimo splendore fra il III secolo a.C. e il II secolo d.C., con una popolazione che probabilmente era di 80.000 abitanti. Successivamente si nota una lacuna per quanto riguarda la costruzione di edifici, il che fa supporre che il sito sia stato abbandonato per diverse generazioni, fino ad essere rioccupato nuovamente sul finire dell'epoca classica dei Maya, per poi essere abbandonato definitivamente alla fine del IX secolo.
El Mirador si estende su una superficie di circa 25 chilometri quadrati. Qui si trova un gran numero di edifici di epoca maya, i più notevoli dei quali sono tre grandi complessi di edifici costituiti di una larga piattaforma artificiale su cui vennero costruite una serie di piramidi:
- uno di essi è soprannominato El Tigre e la più alta piramide che lo compone è alta circa 60 metri. Complesso monumentale composto da una decina di templi posti sul perimetro della grande piattaforma, il più importante è denominato Garra de Jaguar (struttura triadica di 17 metri d'altezza). L'armonia raggiunta dalle suddette strutture fa da "cornice" alla meravigliosa e grandiosa piramide triadica di El Tigre,
- un altro è chiamato La Danta, alto 72 metri (il che lo rende l'edificio maya più alto che sia giunto fino a noi) con una base ampia oltre 18.000 metri quadrati ed un volume di 2.800.000 metri cubici. Grande Acropoli Danta così composta: ampia piattaforma (larga oltre 300 x 600 ed alta 10); primo livello presenta una piramide radiale (probabile osservatorio astronomico), ed una piramide triadica denominata La Pava alta 32 metri; seguiva il secondo ordine di piattaforme (largo 190 x 240 ed alto 8), quindi il terzo livello sul quale sorgeva la superba piramide triadica La Danta stimata in 72 metri d'altezza. Oltre 10 strutture templari componevano lo straordinario complesso.[2]
- il terzo complesso annoverava una notevolissima piramide triadica di 48 metri d'altezza ed è noto col nome di Los Monos.
- Piramide El Leon, altezza sui 30 metri.
- Altre piramidi (tra i 20 e 30 metri d'altezza) si trovavano nella Grande Acropoli Centrale e nei gruppi Cascabel e Chicharra.
- Le piramidi triadiche rinvenute nella città di El Mirador sono 35.[3]
- Nel bacino di El Mirador vi sono altre grandiose piramidi triadiche: tempio Catzin (50 metri), El Pavo (sopra i 40 metri) a El Tintal; "struttura 1" (45 metri) e "struttura 59" (30 metri) a Nakbé. Notevolissime anche la piramide tronca denominata Henequén (48 - 49 metri) e La Partida a El Tintal.

Tutte queste strutture avevano in origine una facciata decorata con stucchi che rappresentavano le divinità della mitologia maya.

## Galleria d'immagini

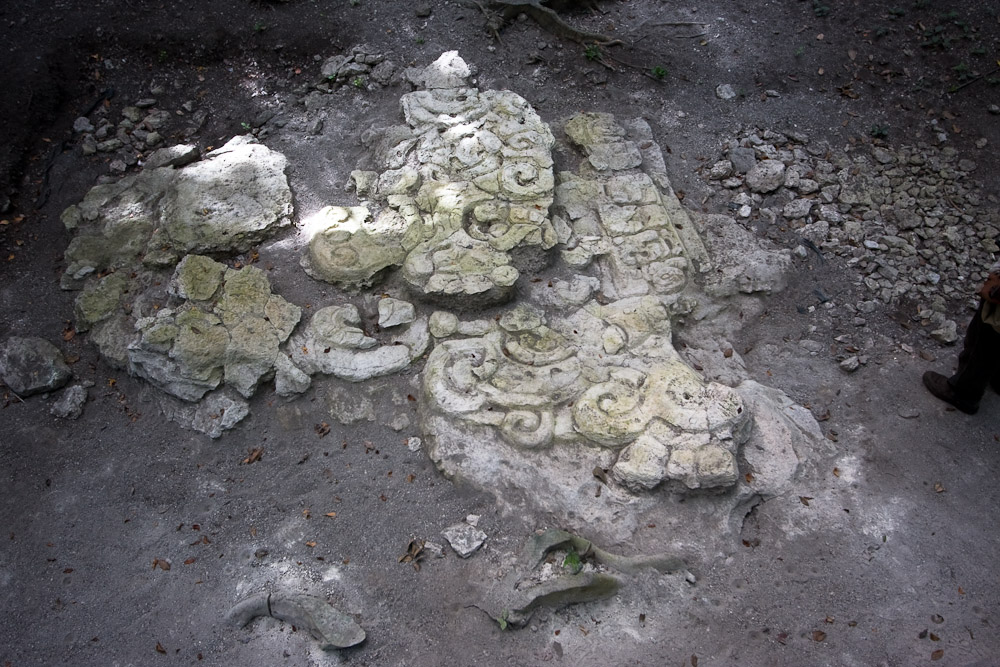
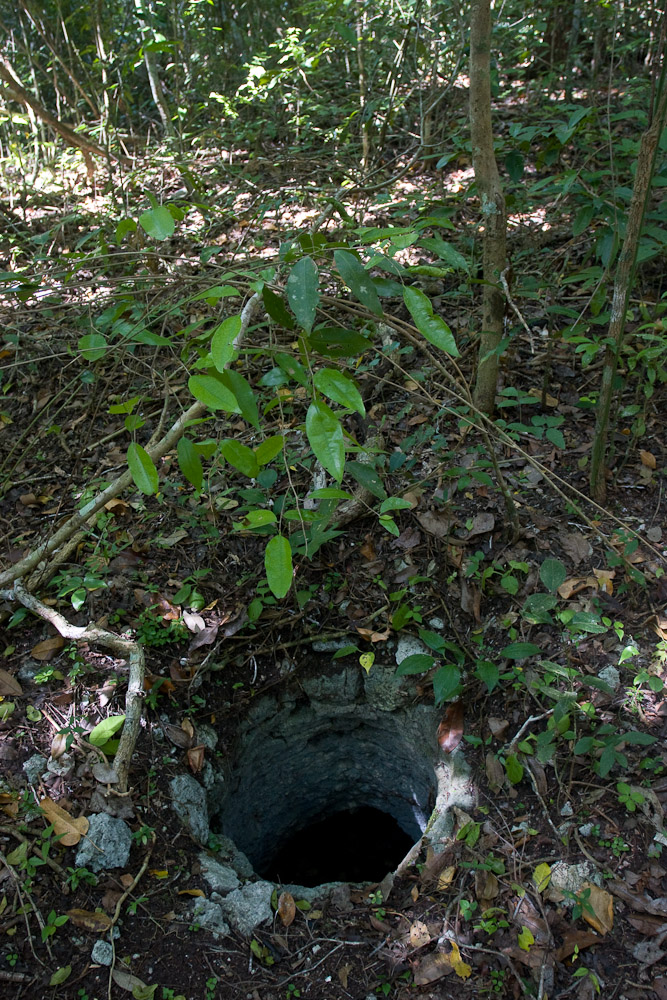
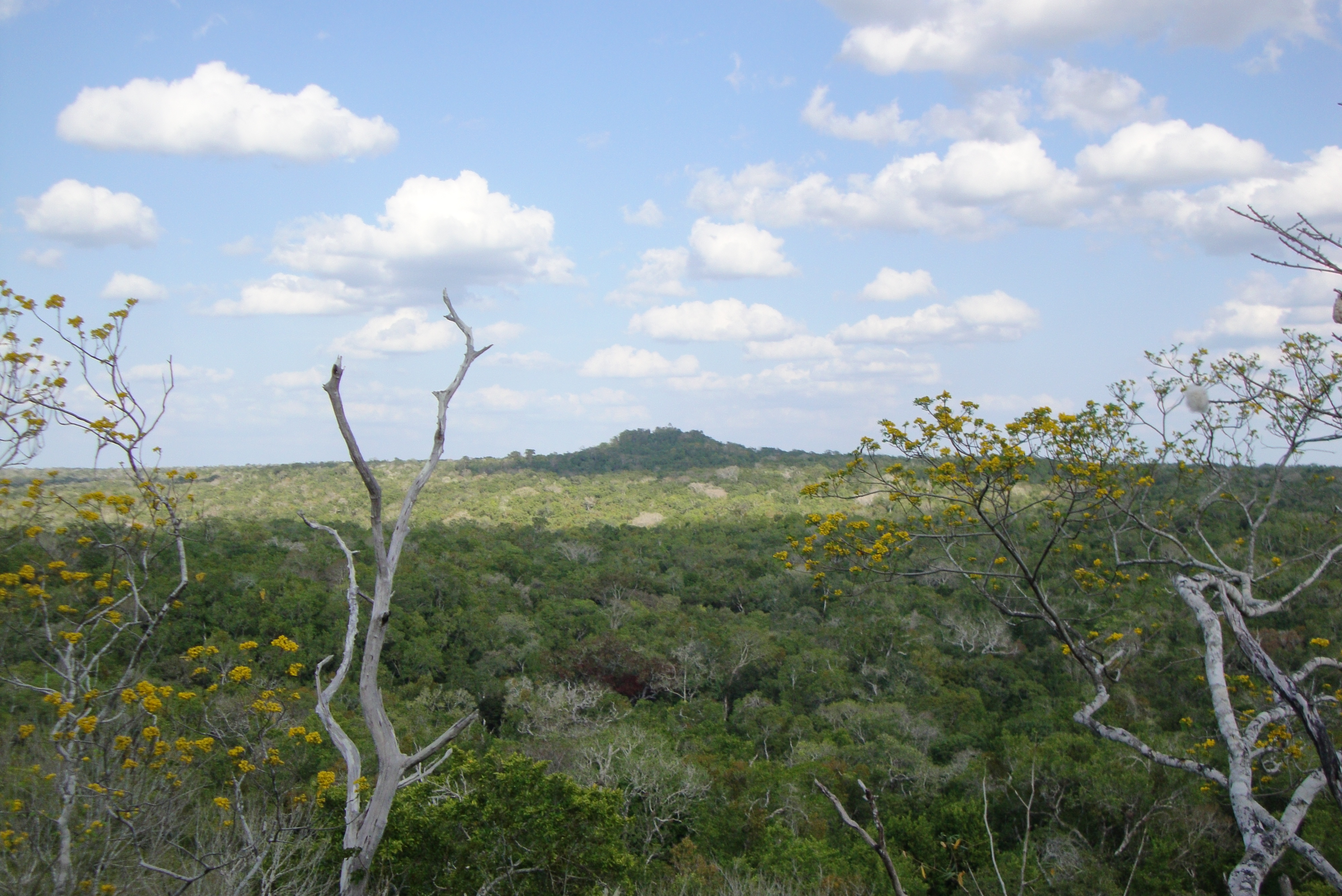
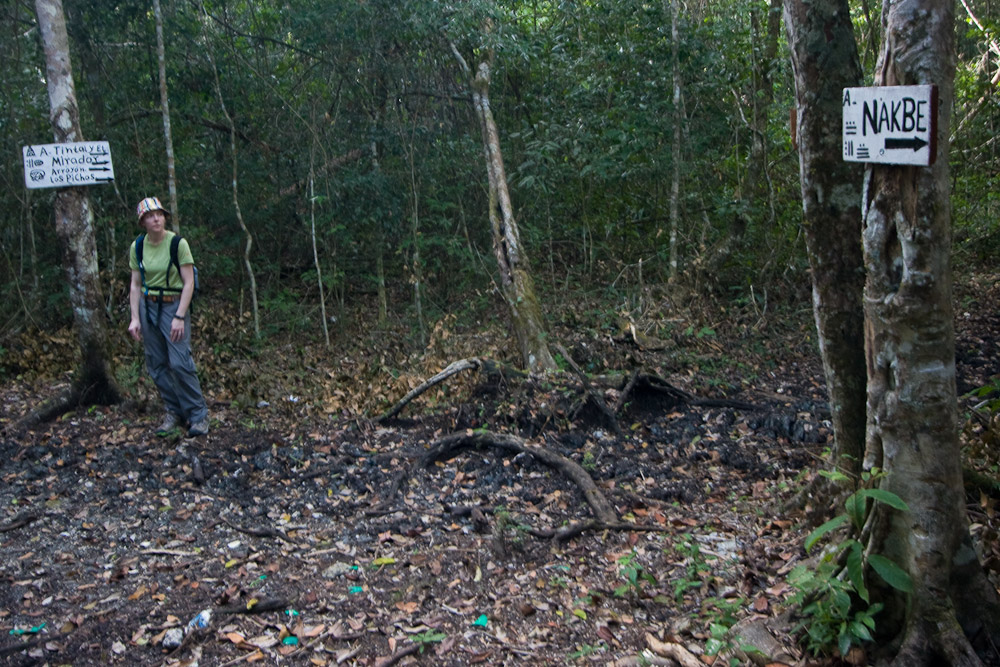
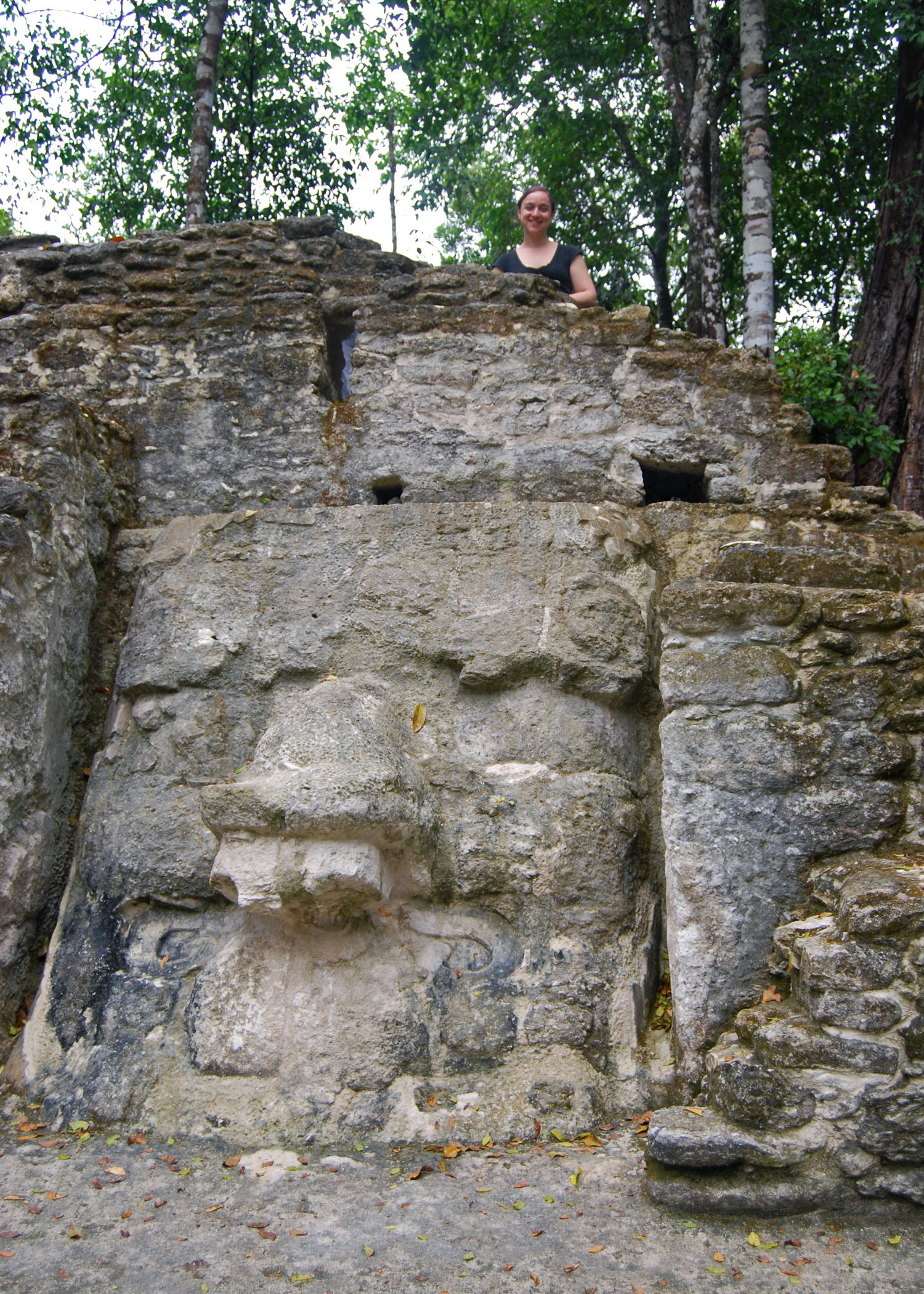
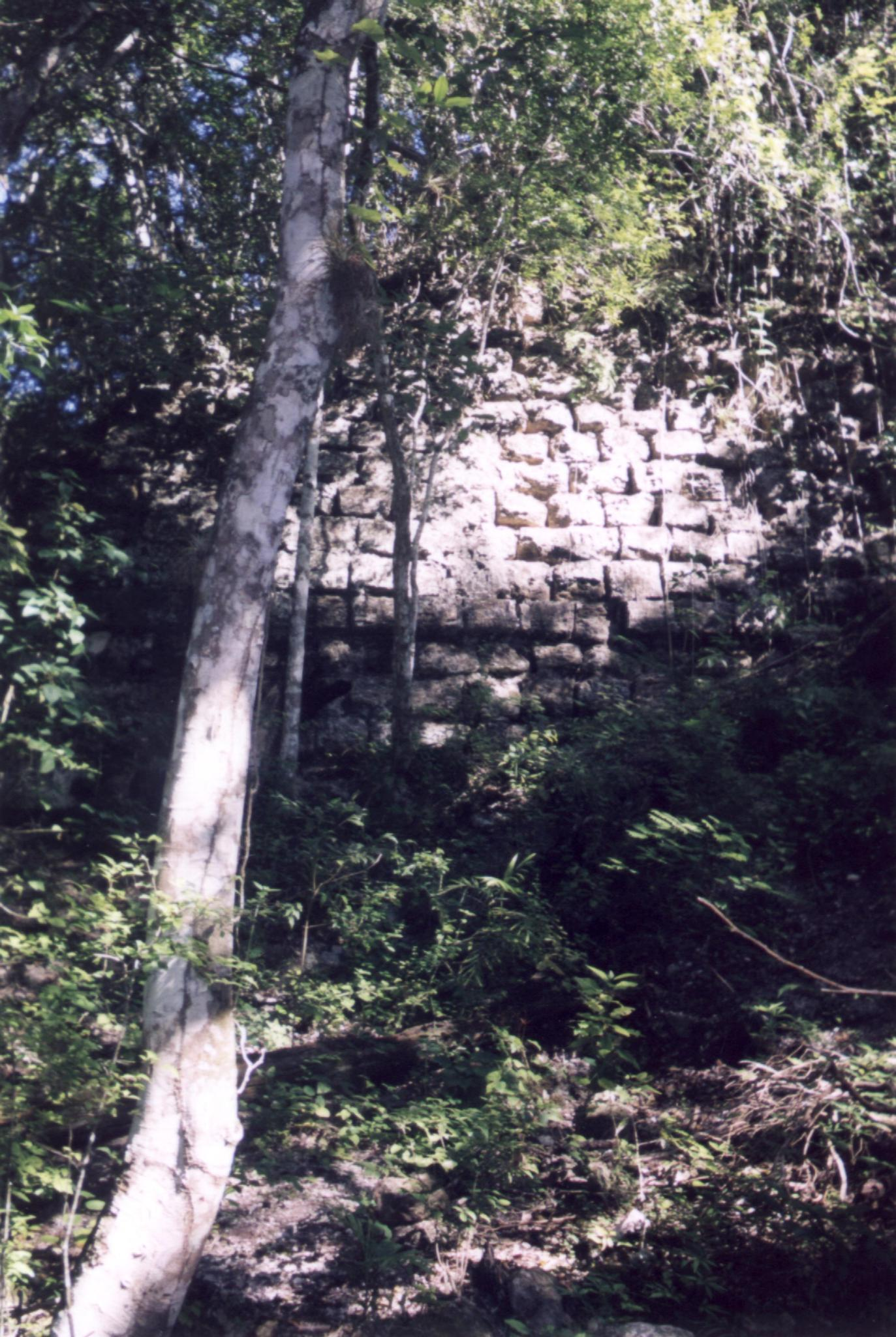
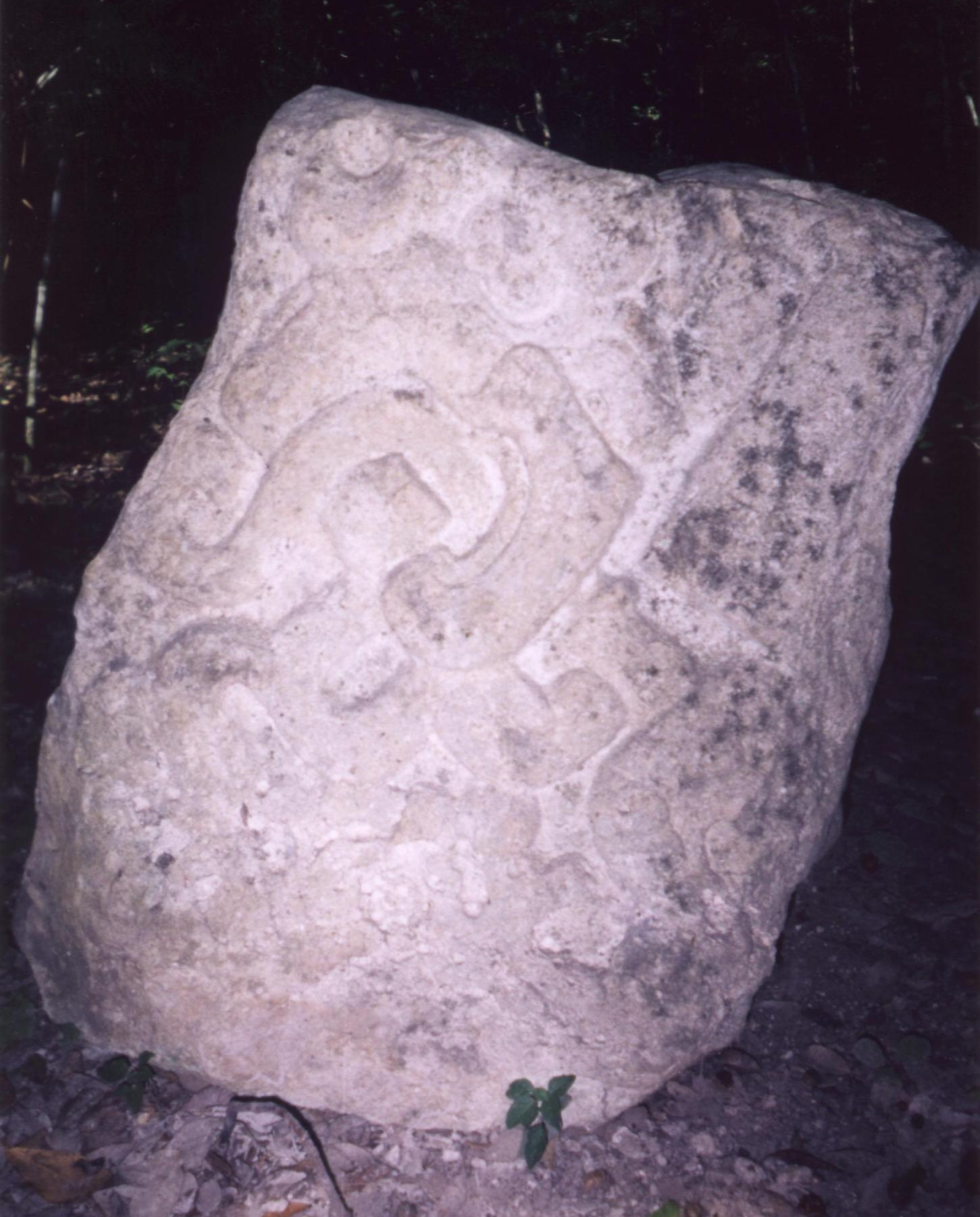
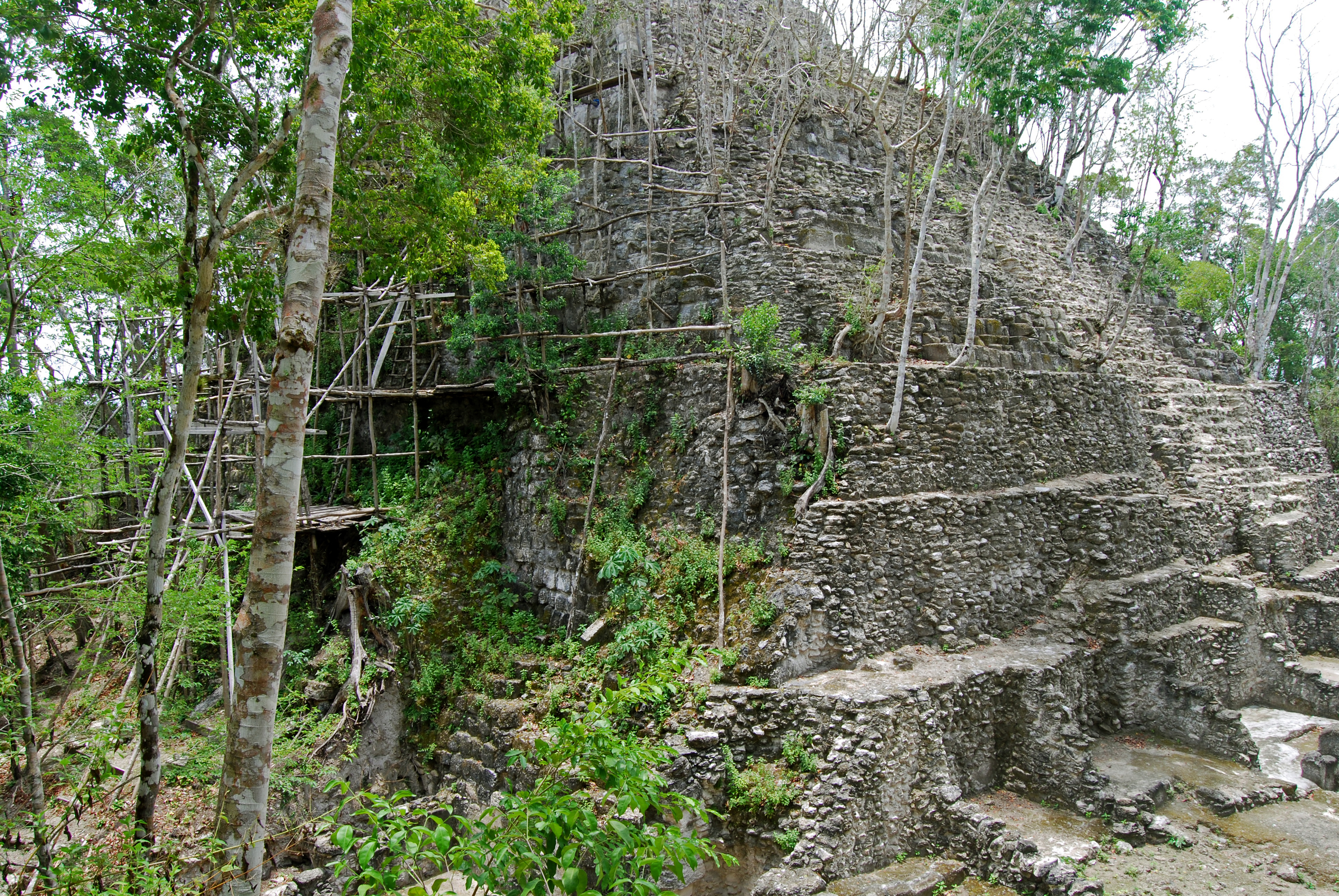
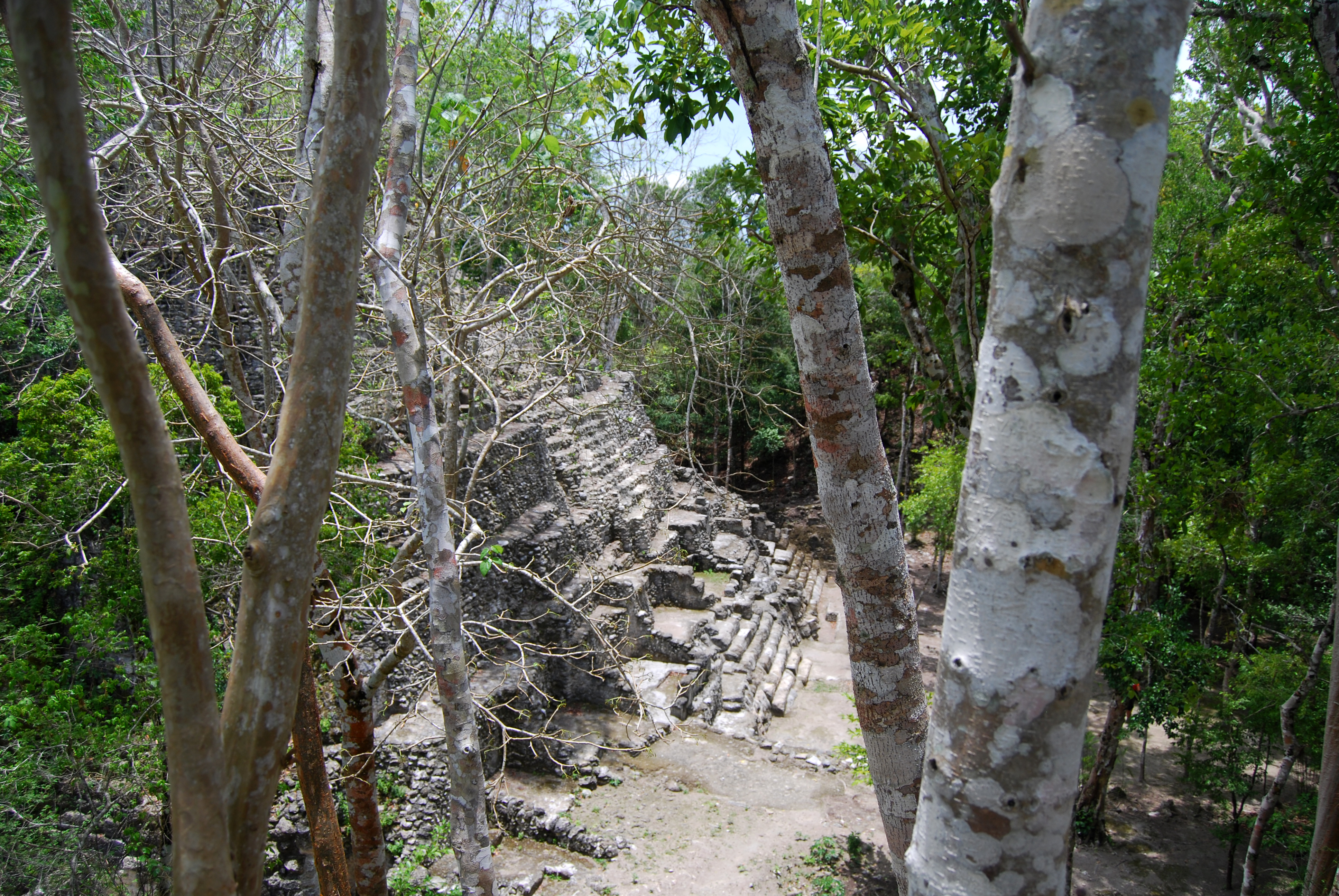
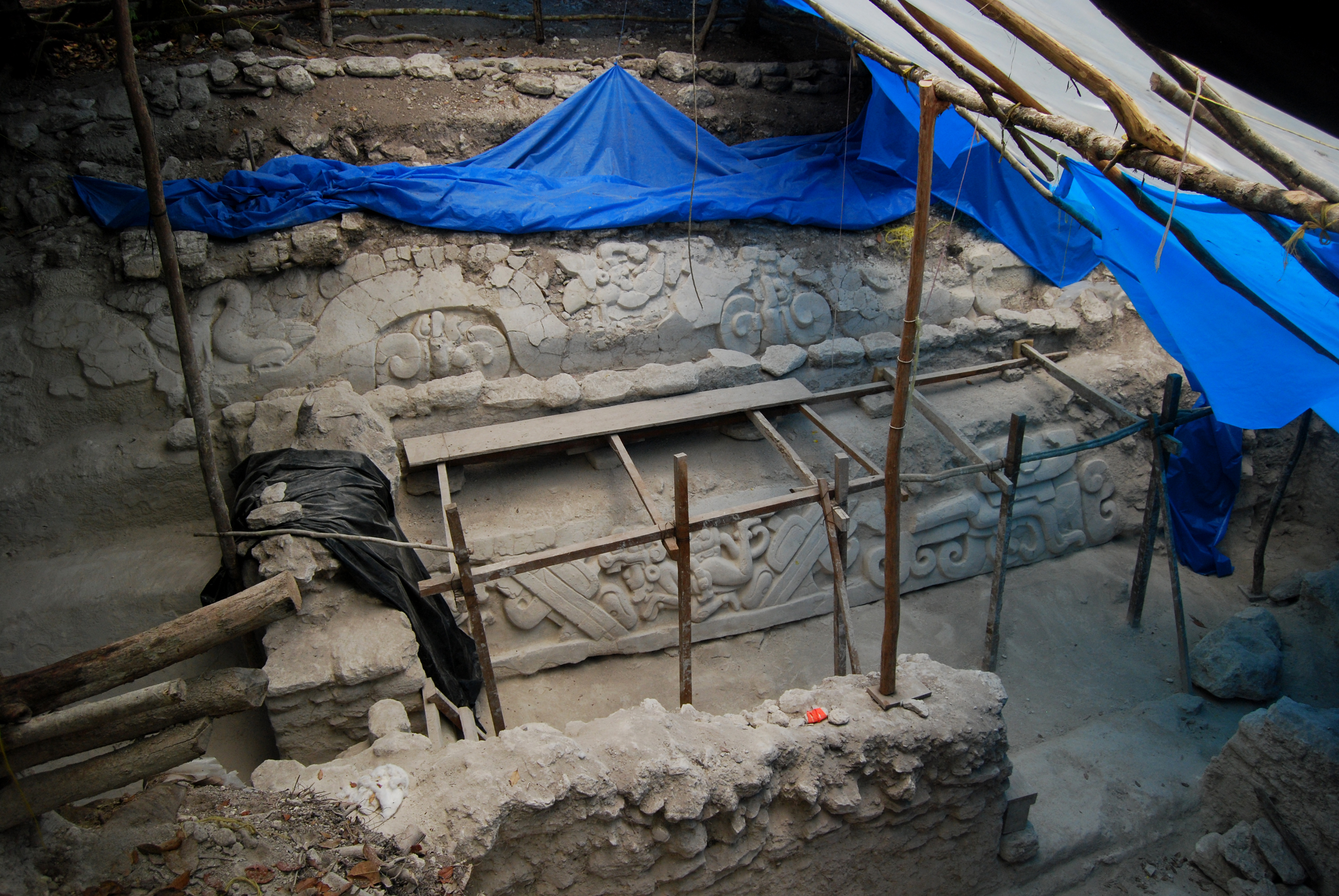
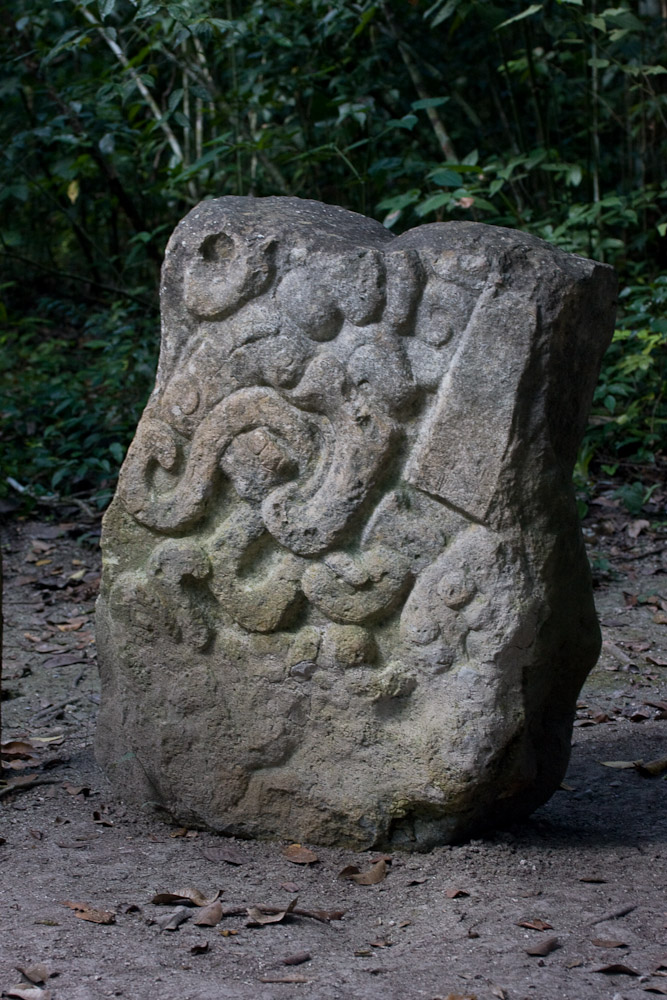
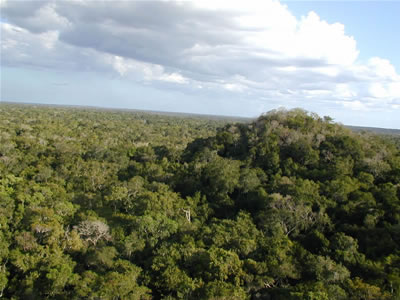
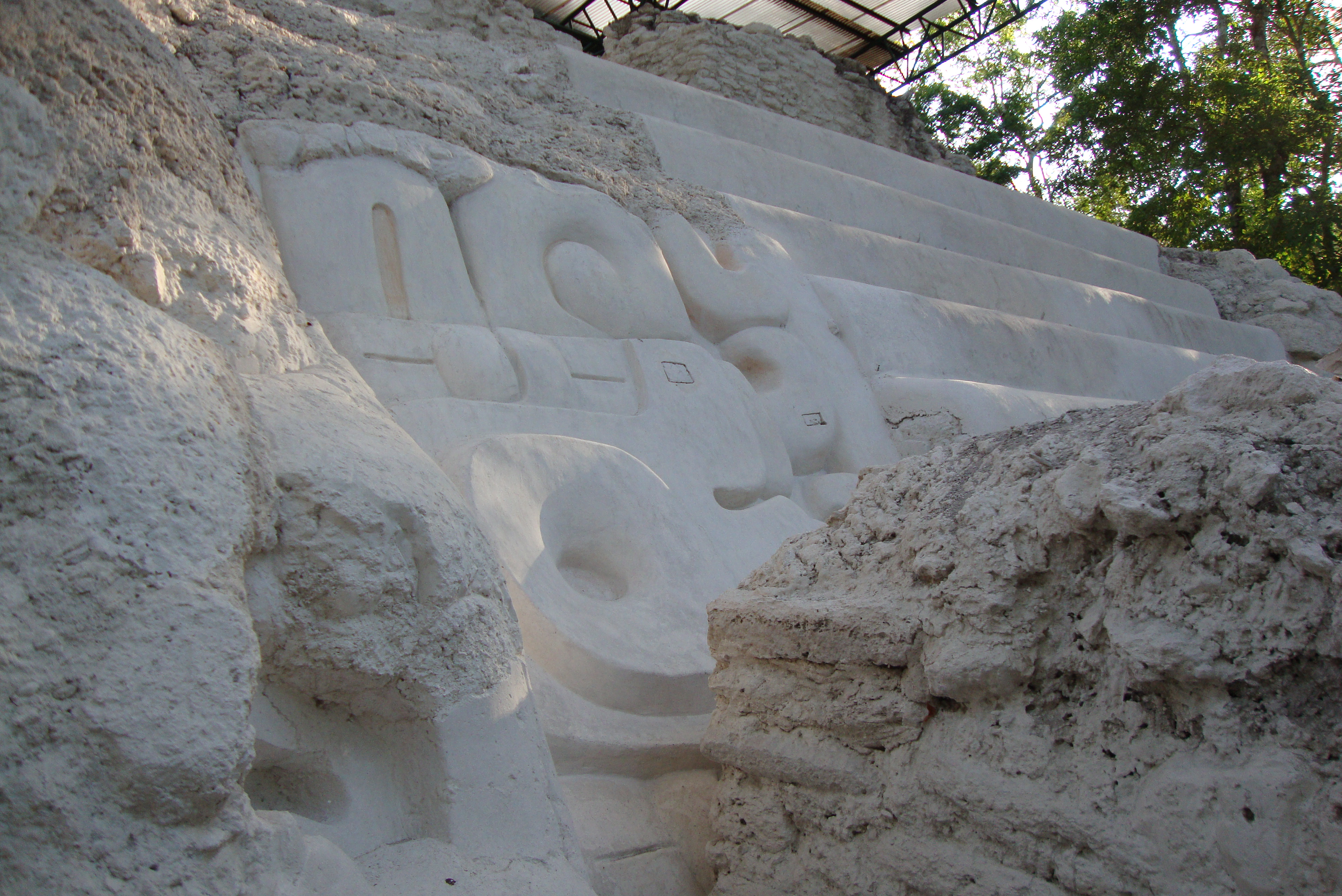
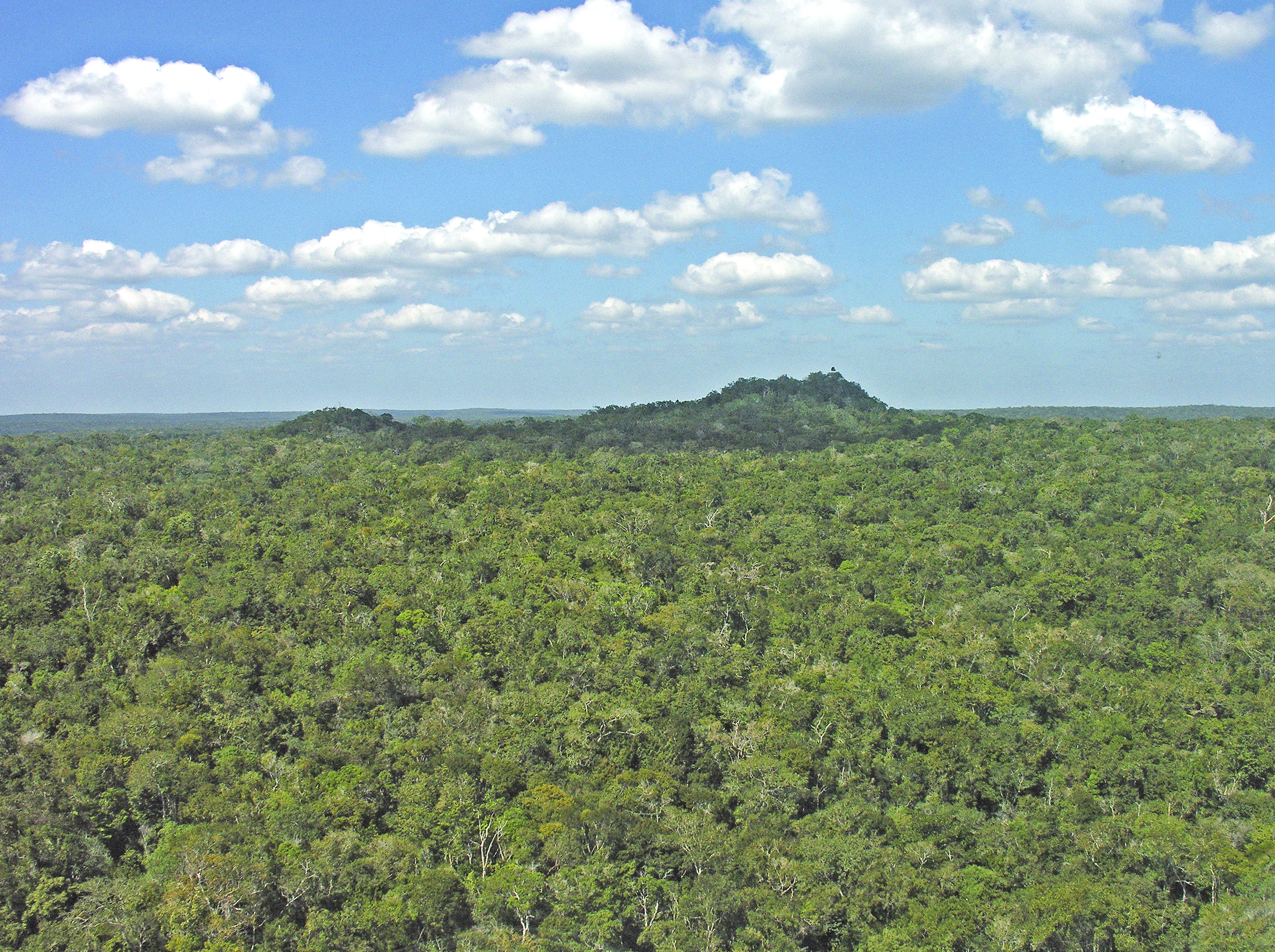
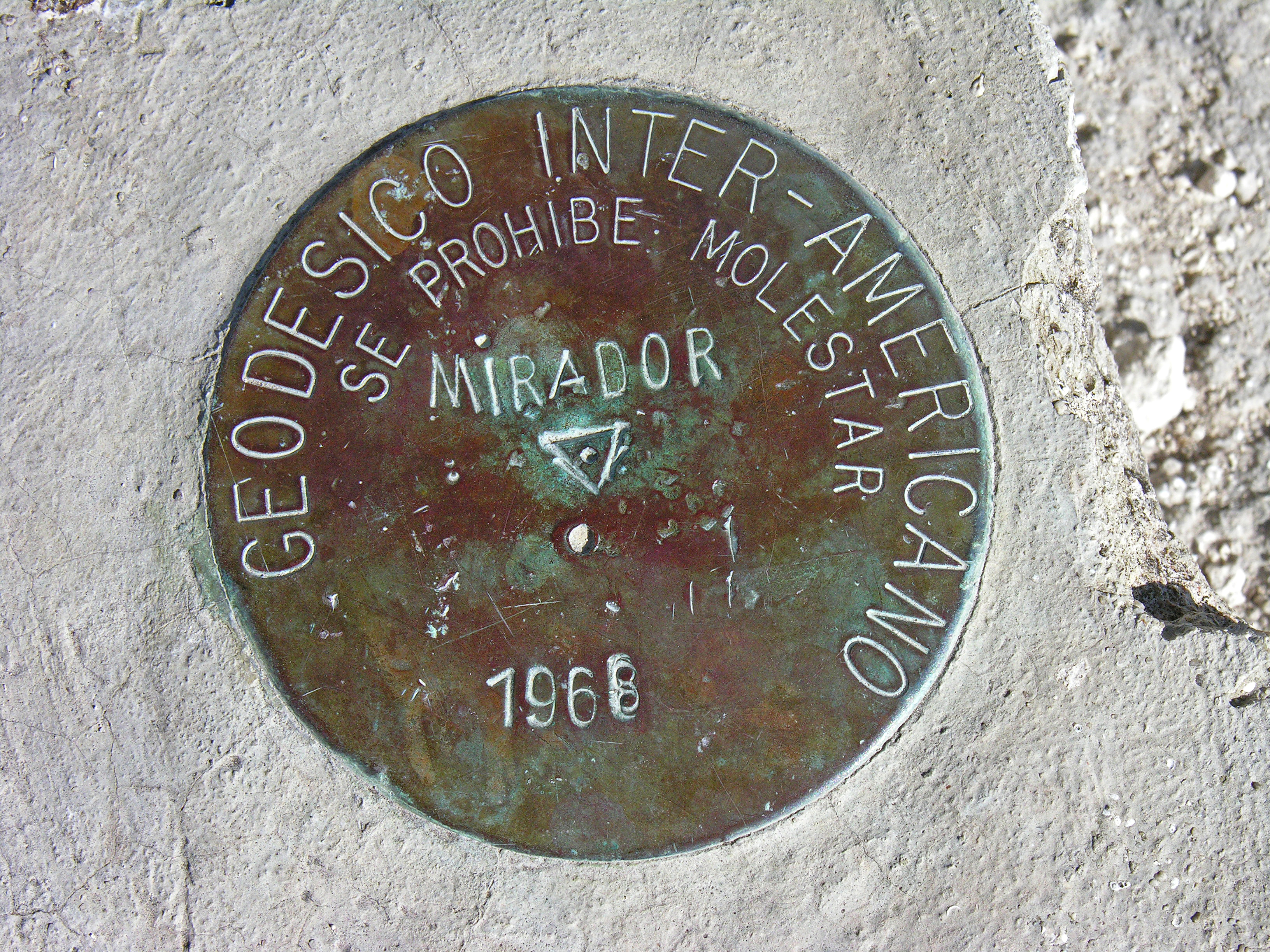
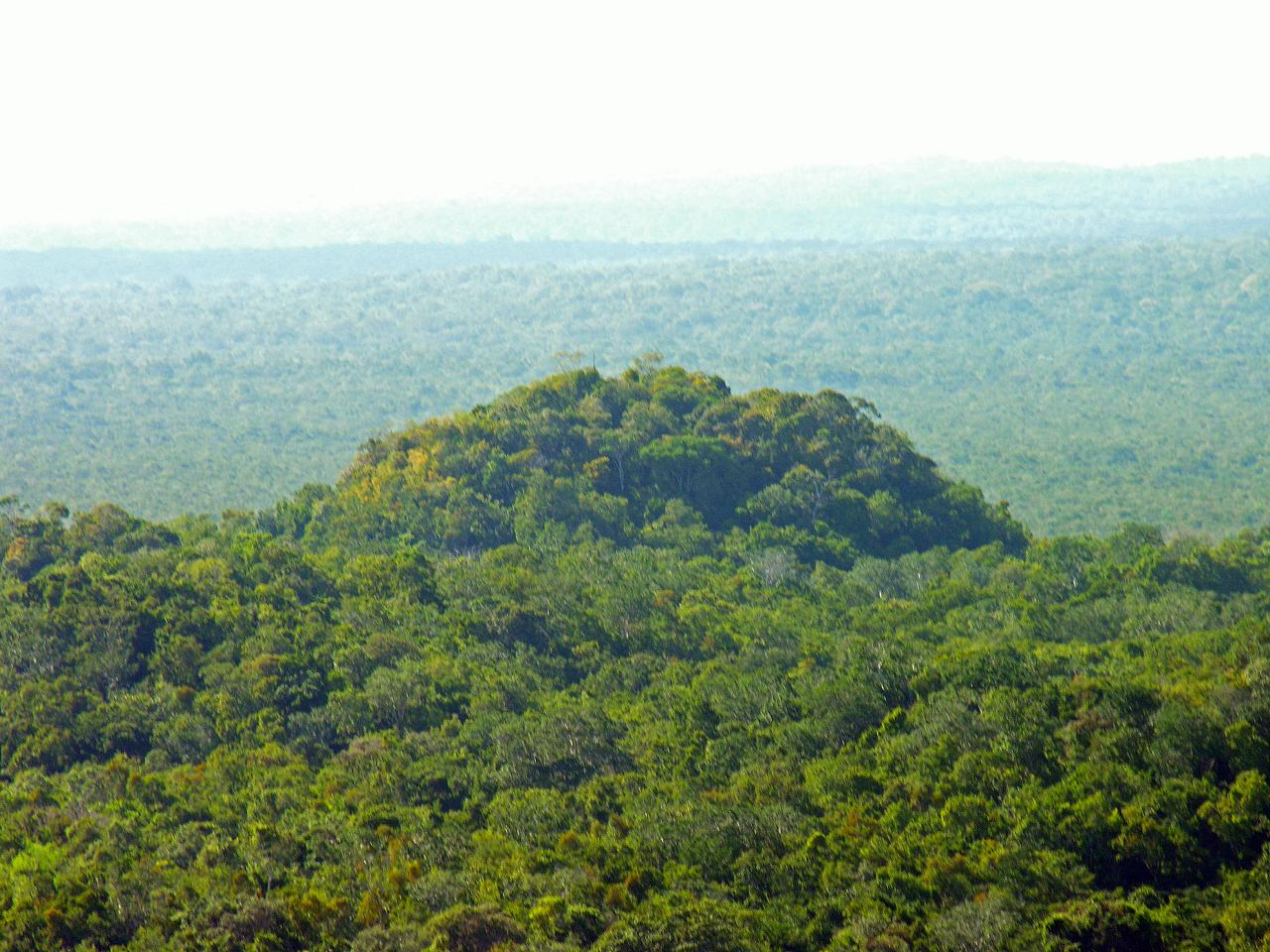
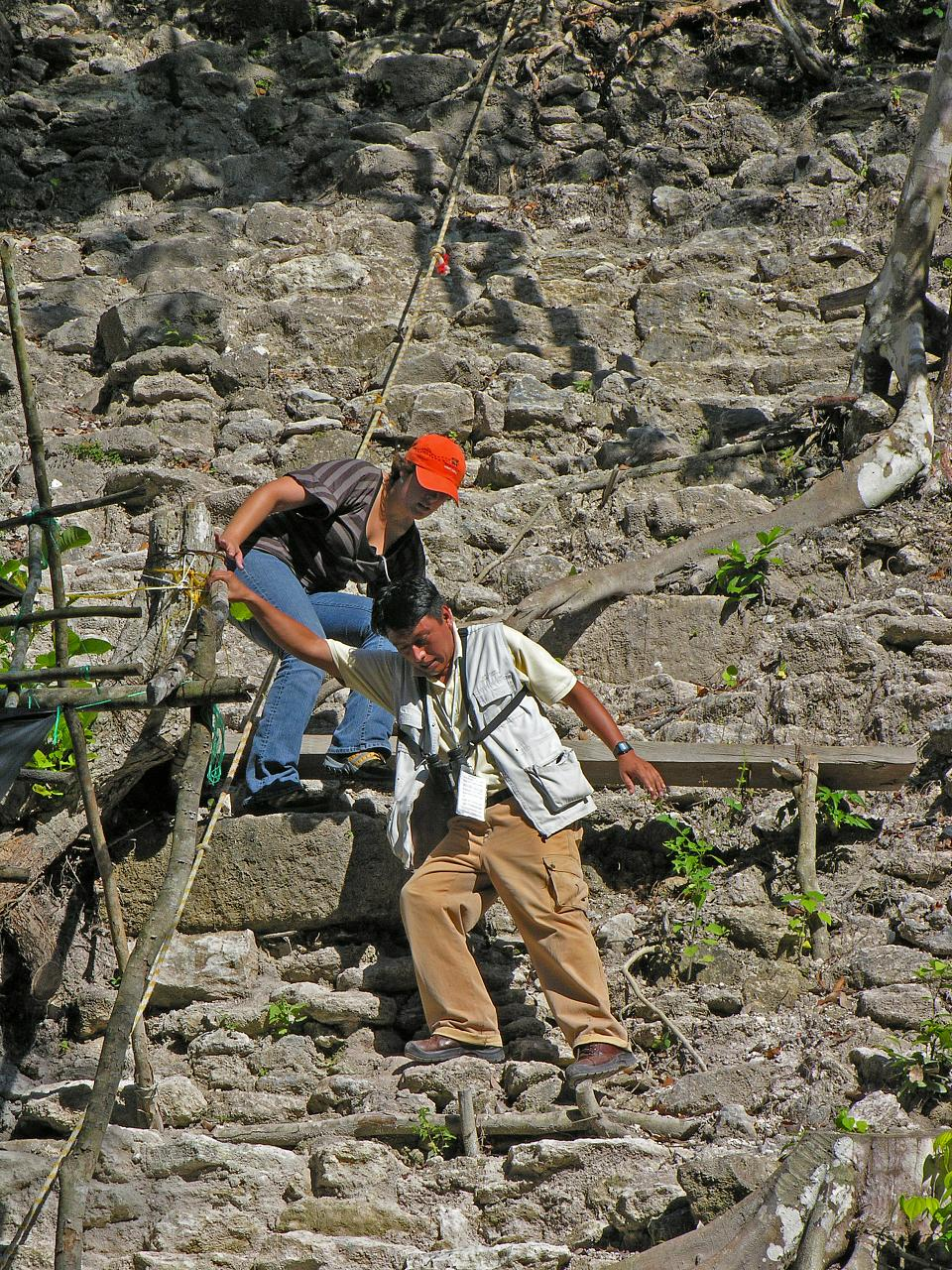
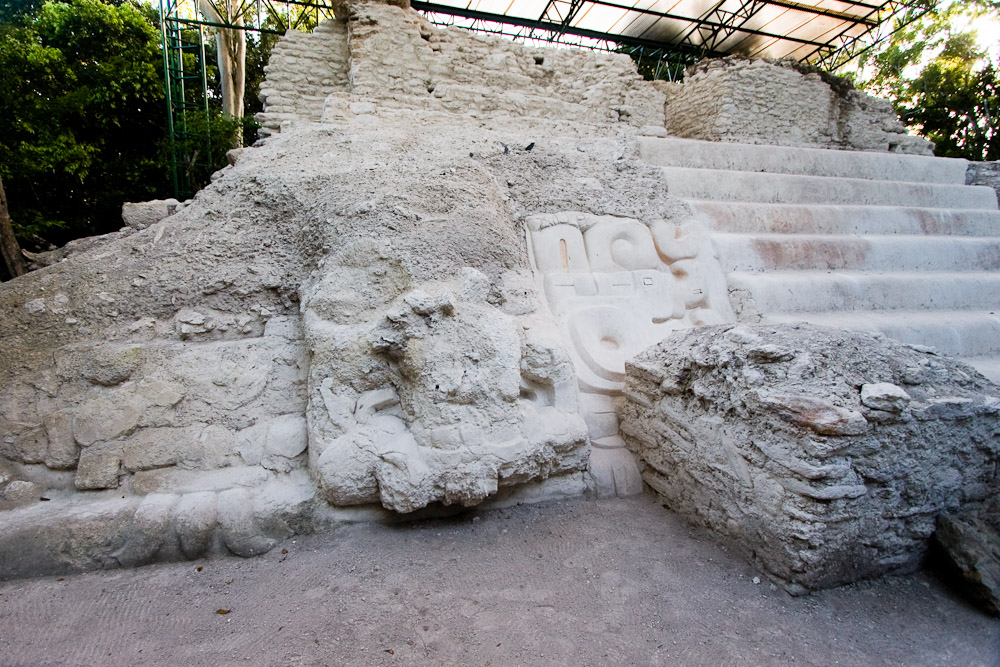
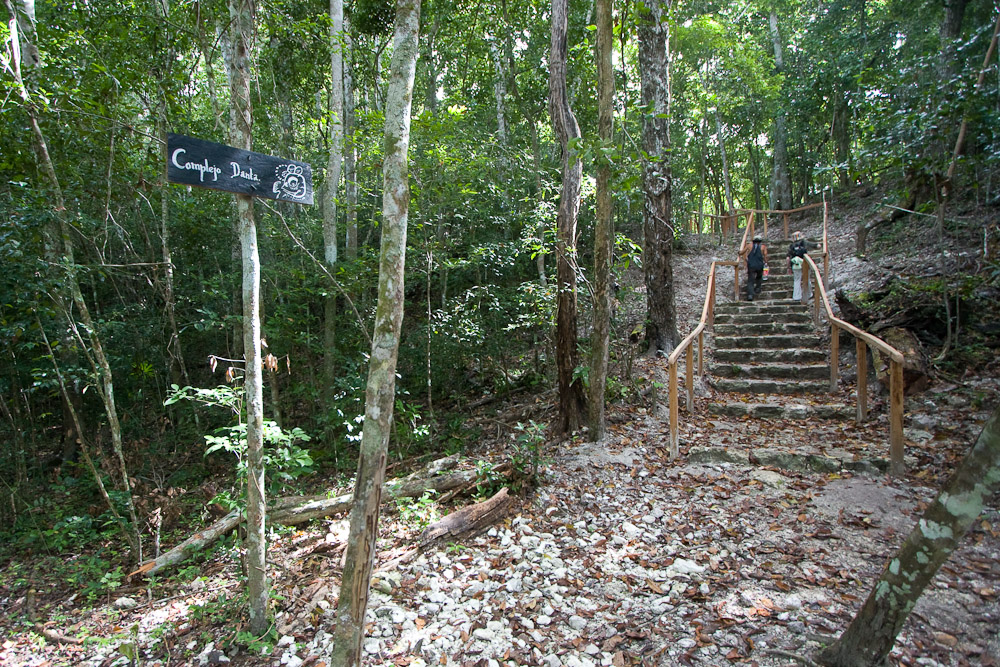
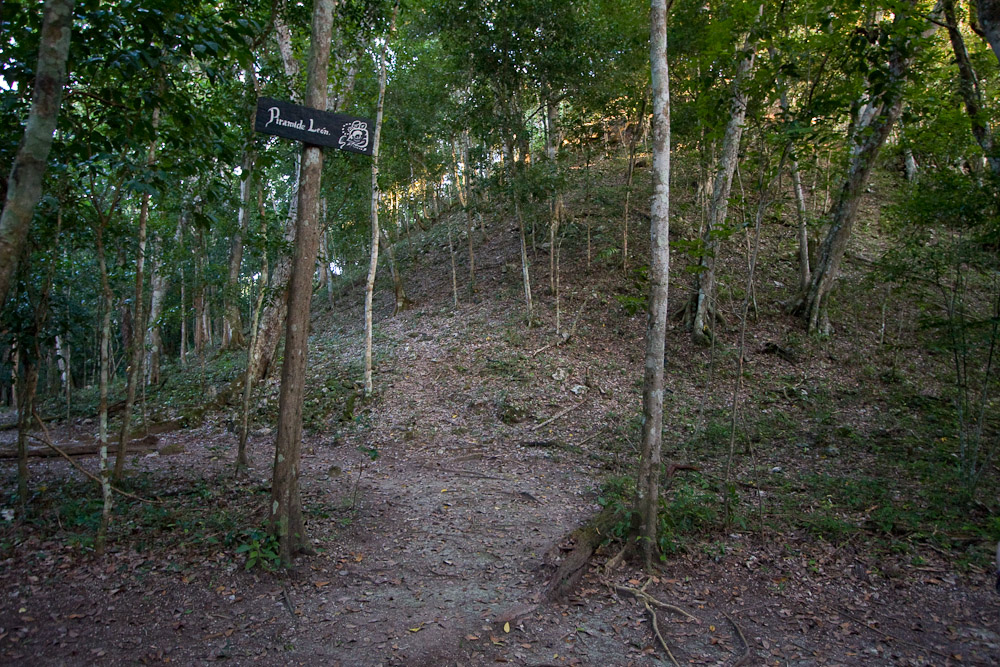
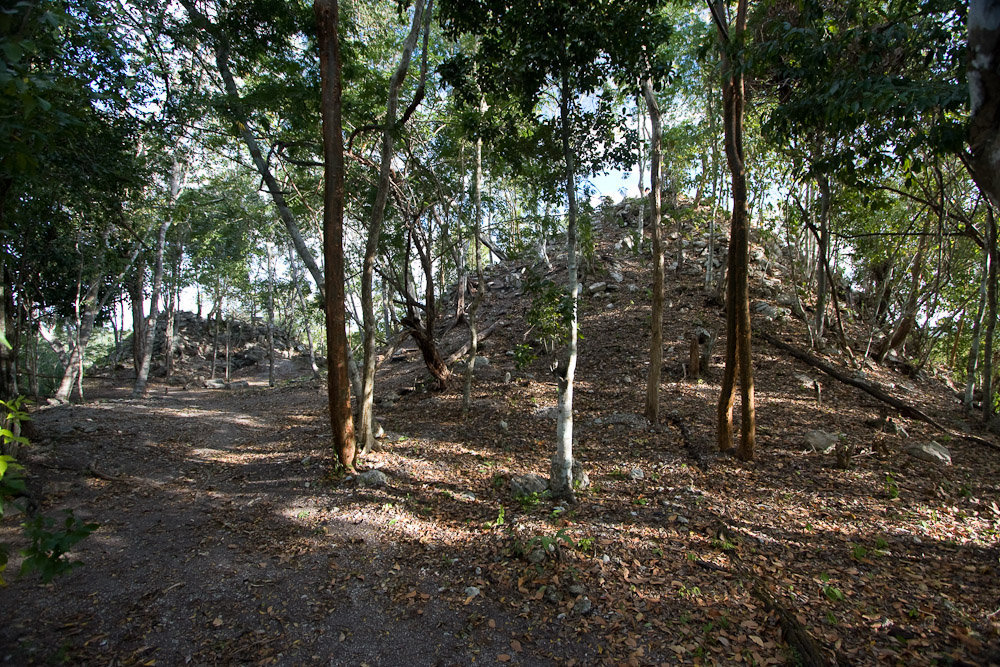
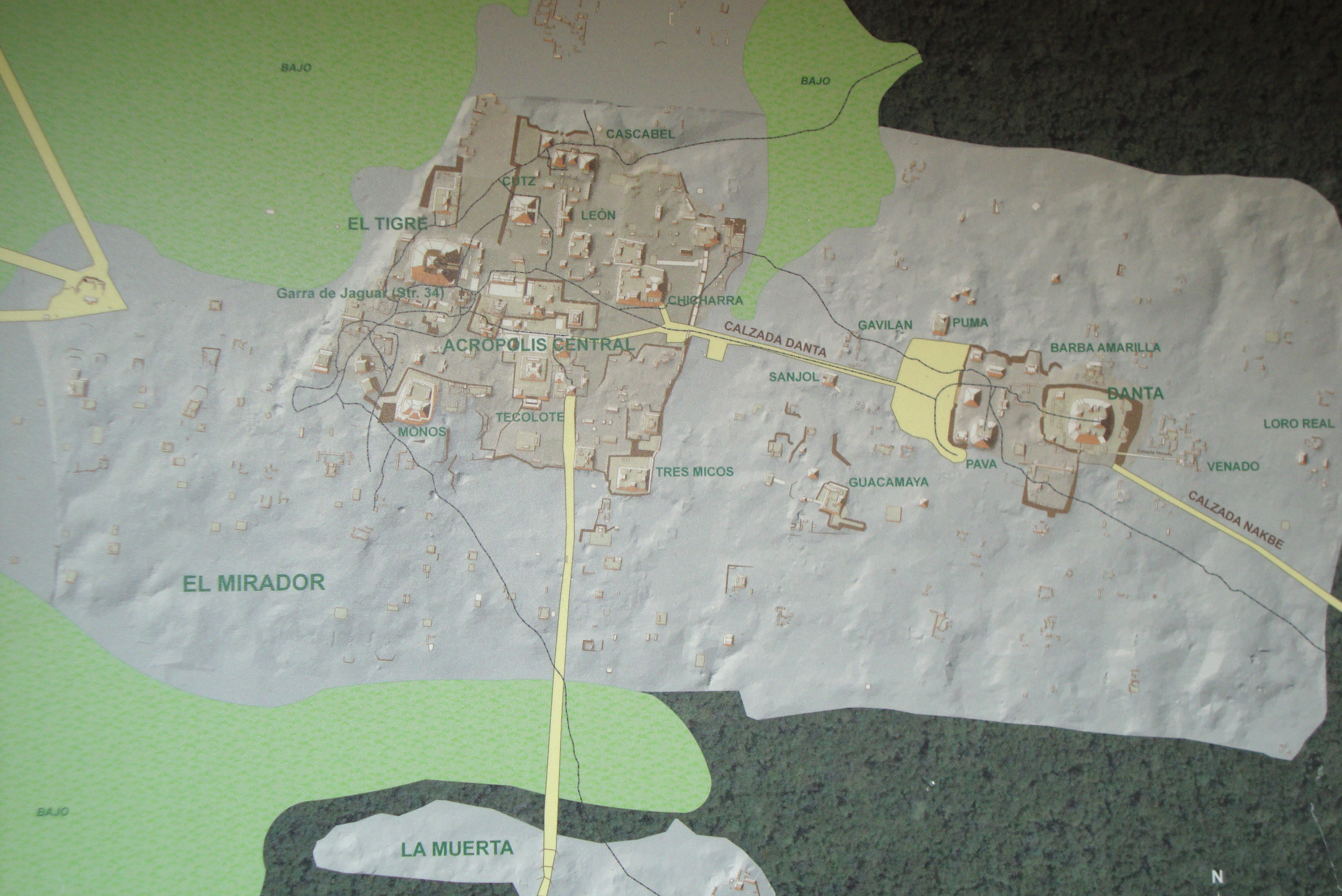
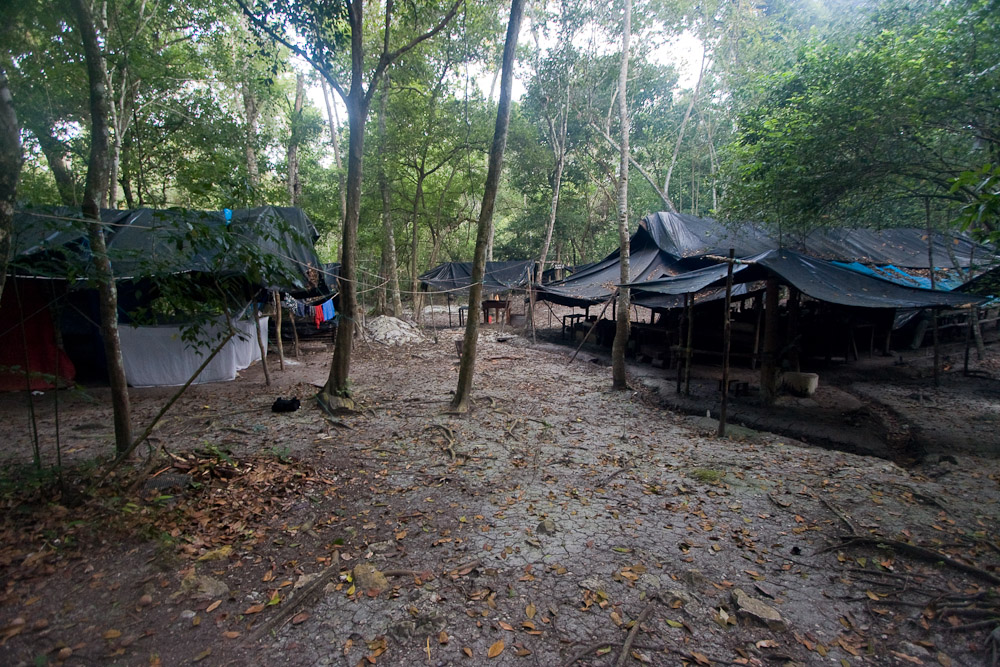
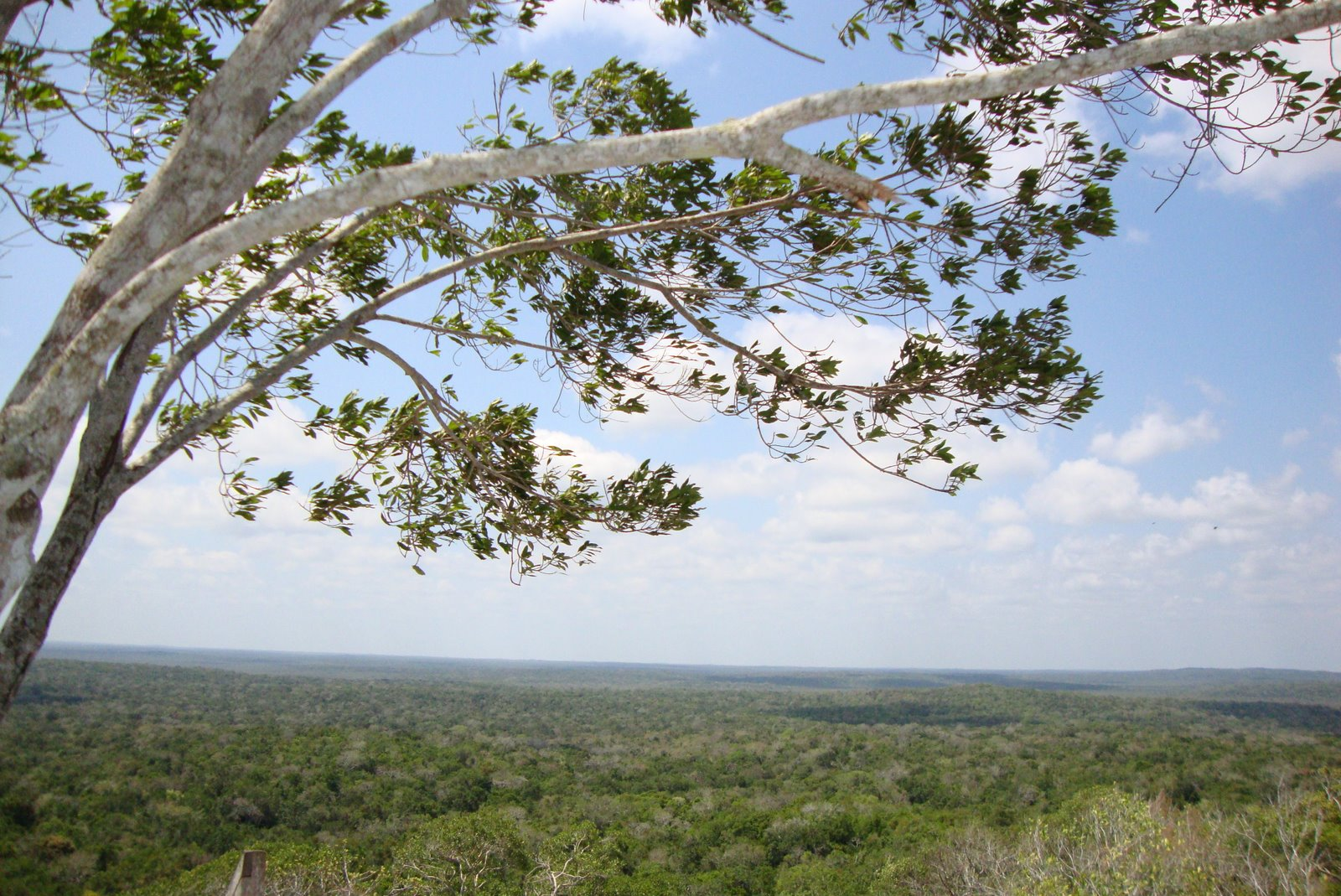
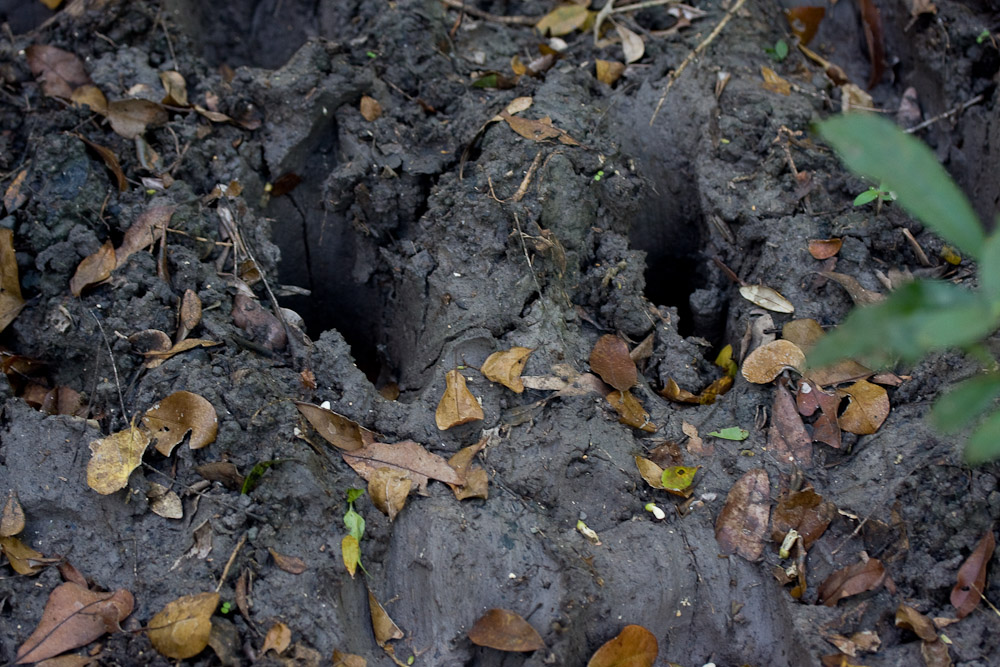
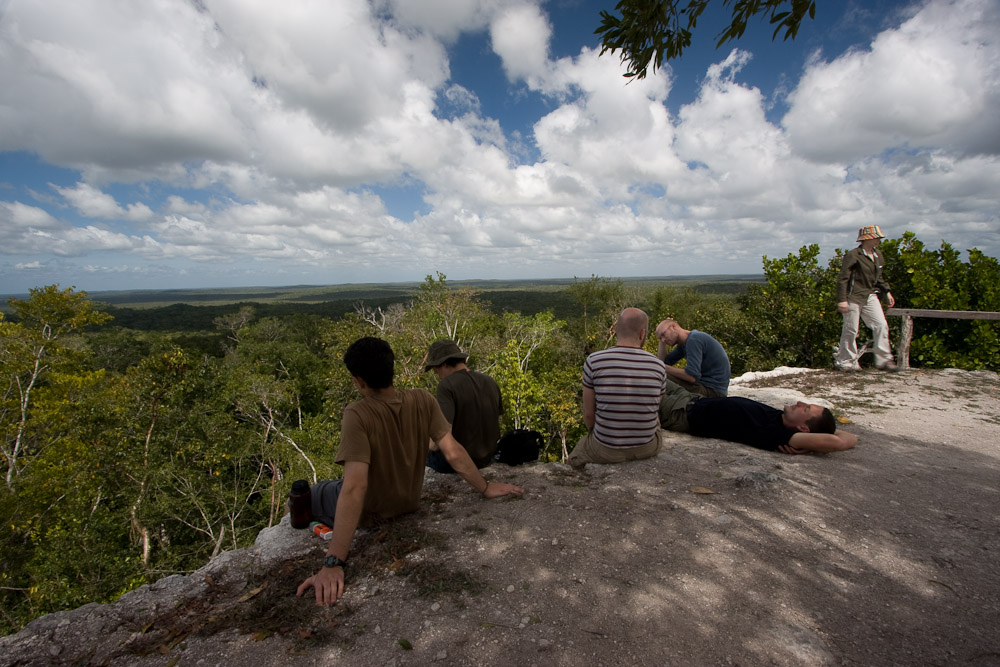

El Mirador